# 소노키촌
소노키촌(曽野木村)은 니가타현 나카칸바라군에 있던 촌이다. 1957년 5월 3일에 합병에 의해 소멸해 대부분의 지역이 현재의 니가타시 고난구이며, 북쪽 일부는 주오구에 해당한다.
아래의 설명은 합병 직전 당시의 구 소노키촌에 대한 설명이며, 현재는 명칭 등이 다를 수 있다. 또한 여기에 기술되지 않은 내용에 대해서는 니가타시 등의 기사를 참조. 

## 역사
- 1889년 4월 1일 - 정촌제 시행에 의해 나카칸바라군 소노키촌이 성립하였다.
- 1957년 5월 3일 - 니가타시에 편입해 료카와촌은 소멸하였다.

## 참고문헌
- 角川日本地名大辞典 編纂委員会『角川日本地名大辞典 15 新潟県』(株)角川書店、1989年10月8日。ISBN 4-04-001150-3。
- 『黒埼町史 通史編』黒埼町、2000年11月1日。